# Джоел Вард
Джоел Вард (англ. Joel Ward, нар. 29 жовтня 1989, Емсворт) — англійський футболіст, захисник клубу «Крістал Пелес». Виступав також за клуби «Портсмут» і «Борнмут». Володар Кубка Англії з футболу.

## Ігрова кар'єра
Джоел Вард народився 1989 року в місті Емсворт. Розпочав займатися футболом у юнацькій команді футбольного клубу «Іст Лодж», пізніше грав за юнацьку команду клубу «Портсмут». У 2008 році керівництво клубу віддало Варда в річну оренду до команди «Борнмут». У 2009 році футболіст повернувся до «Портсмута», в якому грав до 2012 року, та став одним із основних гравців захисної ланки команди.
У 2012 році Джоел Вард став гравцем клубу «Крістал Пелес». У складі лондонського клубу футболіст також постійно був основним гравцем захисної ланки команди, та зіграв станом на кінець травня 2025 року 330 матчів у чемпіонаті країни. У складі «Крістал Пелес» Вард у сезоні 2024—2025 років став володарем Кубка Англії з футболу.

## Титули і досягнення
- Володар Кубка Англії з футболу (1):

«Крістал Пелес»: 2024–2025